# مترو صوفيا
مترو صوفيا (بالبلغارية:  Софийски метрополитен)‏ هي شبكة النقل السريع التي تخدم العاصمة البلغارية صوفيا. بدأ تشغيله في 28 يناير 1998. اعتبارًا من يوليو 2016 ، يتكون مترو صوفيا من خطين مترابطين، يخدمان 35 محطة، بطول إجمالي يبلغ 40.0 كيلومترًا (24.9 ميل) من بين أفضل 30 مترو شمولي أوروبي أنظمة. يربط المترو المناطق المكتظة بالسكان في ليولين - ملادوست (الخط 1 - الأحمر) وناديجدا - لوزينيتس (الخط 2 - الأزرق) ، ويخدم مطار صوفيا.

## روابط خارجية
- مترو صوفيا - الموقع الرسمي على الإنترنت
- MetroSofia.com باللغة الإنجليزية
- خريطة مترو صوفيا التفاعلية
- مترو صوفيا @ urbanrail.net
- Metrovagonmash OAO - معلومات حول المخزون الدارج
- مترو @ public-transport.net
- خريطة أنبوب صوفيا غير رسمية مستوحاة من خريطة لندن، مصممة للزوار الأجانب
- مترو صوفيا - معلومات وخرائط سريعة
- خريطة مترو صوفيا